# Mordellistena hexastigma
Mordellistena hexastigma es una especie de coleóptero de la familia Mordellidae.

## Distribución geográfica
Habita en Panamá.